# República Checa nos Jogos Olímpicos de Verão de 2004
A República Checa competiu nos Jogos Olímpicos de Verão de 2004, em Atenas, na Grécia.

## Desempenho

### Remo
Masculino
| Equipe             | Evento        | Eliminatórias | Eliminatórias | Repescagem | Repescagem | Semifinal | Semifinal | Final   | Final                |
| Equipe             | Evento        | Tempo         | Posição       | Tempo      | Posição    | Tempo     | Posição   | Tempo   | Posição (Pos. final) |
| ------------------ | ------------- | ------------- | ------------- | ---------- | ---------- | --------- | --------- | ------- | -------------------- |
| Václav Chalupa Jr. | Skiff simples | 7m13s84       | 1º S A/B/C    | BYE        | BYE        | 6m59s39   | 1º FA     | 6m59s13 | 5º (5º)              |